# Пояна-П'єтрей
Пояна-П'єтрей (рум. Poiana Pietrei) — село у повіті Васлуй в Румунії. Входить до складу комуни Драгомірешть.
Село розташоване на відстані 264 км на північ від Бухареста, 28 км на захід від Васлуя, 59 км на південь від Ясс, 145 км на північ від Галаца.

## Населення
За даними перепису населення 2002 року у селі проживали 329 осіб, усі — румуни. Усі жителі села рідною мовою назвали румунську.